# ぴなくる2
株式会社ぴなくる2は、主にボルダリングジムを運営している日本の企業。

## 概要
前身のぴなくるは、愛知県で2番目に出来た古参のボルダリングジムの一つ。

## 沿革
- 1995年頃に愛知県の豊田市周辺のロッククライミングの愛好家達が集まり、前身となる「ぴなくる」が同好の人達によって作られる[2][出典無効]。
- 2011年頃に用地問題により「ぴなくる」が閉鎖となる。
- 2012年11月1日に初期メンバーの幾人かが出資し、木戸心界が発起人となり株式会社ぴなくる2を設立。
- 2012年11月6日よりボルダリングジムぴなくる2豊田店をOPEN。
- 2014年7月28日よりボルダリングジムぴなくる2刈谷店をOPEN。
- 2015年11月16日よりボルダリングジムぴなくる2栄店をOPEN。
- 2016年5月リソラ大府ショッピングテラスにボルダリングジムぴなくる2大府店をOPEN[3]。

## 店舗
豊田店を本店に、刈谷、大府、名古屋市中区栄に店舗を展開。
刈谷店では、大山史洋による大山道場が毎週木曜日19：00から開催されている。